# Schweizer Meisterschaften im Skispringen und der Nordischen Kombination 1995
Die Schweizer Meisterschaften im Skispringen und der Nordischen Kombination 1995 fanden am 26. und 27. Dezember 1994 in St. Moritz statt. Das Skispringen gewann Stephan Zünd und die Nordische Kombination Marco Zarucchi.

## Nordische Kombination

### Einzel
| Platz | Name              | Ort               | Laufzeit (min) |
| ----- | ----------------- | ----------------- | -------------- |
| 01    | Marco Zarucchi    | Alpina St. Moritz | 27:17,9        |
| 02    | Jean-Yves Cuendet | Le Lieu           | 29:55,6        |
| 03    | Armin Krügel      | SC Marbach        | 30:06,7        |
| 04    | Urs Niedhart      | Kandersteg        | 31:28,6        |
| 05    | Urs Kunz          | Gibswil           | 31:59,5        |
| 06    | Markus Wüst       | Winterthur        | 32:08,2        |

Datum: Dienstag, 27. Dezember 1994 in St. Moritz

Marco Zarucchi gewann mit zwei Minuten und 37 Sekunden Vorsprung auf Jean-Yves Cuendet und holte damit seinen ersten Meistertitel.

## Skispringen

### Normalschanze
| Platz | Name               | Verein            | Weite 1 | Weite 2 | Punkte |
| ----- | ------------------ | ----------------- | ------- | ------- | ------ |
| 01    | Stephan Zünd       | Triesen           | 87,5 m  | 91,0 m  | 213,5  |
| 02    | Sylvain Freiholz   | Schaan            | 88,5 m  | 90,0 m  | 208,0  |
| 03    | Martin Trunz       | Degersheim        | 90,0 m  | 91,5 m  | 206,5  |
| 04    | Bruno Reuteler     | Ski-Club Gstaad   | 80,5 m  | 87,5 m  | 187,5  |
| 05    | Reto Kälin         | SC Einsiedeln     | 84,5 m  | 86,5 m  | 186,0  |
| 06    | Sepp Zehnder       | Bennau            | 79,0 m  | 80,0 m  | 170,0  |
| 07    | Marco Zarucchi     | Alpina St. Moritz | 77,0 m  | 83,0 m  | 166,0  |
| 08    | Armin Krügel       | SC Marbach        | 78,0 m  | 82,5 m  | 165,0  |
| 09    | Marco Steinauer    | SC Einsiedeln     | 78,0 m  | 82,5 m  | 159,2  |
| 010   | Christoph Birchler | SC Einsiedeln     | 81,0 m  | 74,0 m  | 155,0  |

Datum: Dienstag, 27. Dezember 1994 in St. Moritz

Stephan Zünd gewann mit Weiten von 87,5 m und 91 m vor Sylvain Freiholz und holte damit seinen vierten Meistertitel.